# Werben (Elbe)
Werben (Elbe) è una città della Sassonia-Anhalt, in Germania.

Appartiene al circondario (Landkreis) di Stendal (targa SDL) ed è parte della comunità amministrativa (Verwaltungsgemeinschaft) di Arneburg-Goldbeck.
Werben si fregia del titolo di "città anseatica" (Hansestadt).

## Geografia antropica

### Suddivisioni amministrative
Werben si divide in 2 zone, corrispondenti all'area urbana e a 1 frazione (Ortsteil):
- Werben (area urbana)
- Räbel